# 大田区の町名
本項大田区の町名（おおたくのちょうめい）では、東京都大田区における現在の町名を一覧化するとともに、明治時代初期以来の町名の変遷について記述する。

## 大田区の前史と行政区画の移り変わり

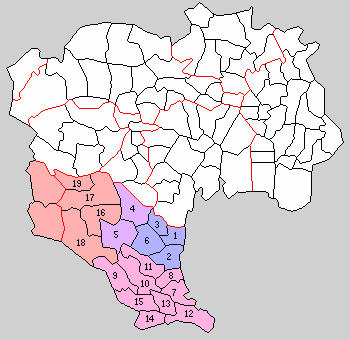
1.品川町　2.大井村　3.大崎村　4.目黒村　5.碑衾村　6.平塚村　7.大森村　8.入新井村　9.調布村　10.池上村　11.馬込村　12.羽田村　13.蒲田村　14.六郷村　15.矢口村　16.駒沢村　17.世田ヶ谷村　18.玉川村　19.松沢村　（青：品川区　紫：目黒区　赤：大田区　橙：世田谷区）

東京都大田区は、昭和22年（1947年）3月15日、従前の大森区と蒲田区の区域をもって成立した。「大田」は大森と蒲田から1字ずつ取った合成地名である。以下、明治時代初期から大田区成立までの行政区画の変遷について略述する。
現在の大田区の区域は、かつては武蔵国荏原郡に属し、明治2年から4年（1869 - 1871年）までは品川県に属していた。荏原郡の区域は、現在の品川区・大田区・目黒区のほぼ全域と世田谷区の一部に相当する。
明治4年7月（1871年8月）、廃藩置県が実施された。同年11月（1872年1月）、従来の東京府、品川県、小菅県が廃止されて、新しい東京府が設置され、荏原郡の区域は東京府に属することとなった。同時に府内は6大区・97小区に分けられた（いわゆる大区小区制）。明治7年（1874年）3月、区割りが見直され、あらためて11大区・103小区が設置された。後に大田区となる区域は、このうちの第7大区第3・4・5小区に属していた。
その後、郡区町村編制法の施行に伴い、大区小区制は廃止され、明治11年（1878年）11月2日、東京府下に15区6郡（荏原、南豊島、北豊島、東多摩、南足立、南葛飾）が置かれた。後に大田区となる区域は、このうちの荏原郡に属していた。
明治22年（1889年）、市制・町村制が施行され、東京市（15区からなる）が成立、府下の6郡は、既存の町村が整理統合されて85町村となった。このうち荏原郡に属していたのは1町（品川町）18村であり、現在の大田区の区域に該当するのは大森村、入新井村、馬込村、池上村、調布村、蒲田村、矢口村、六郷村、羽田村の9村である。これら9村は明治30年（1897年）から昭和3年（1928年）の間に相次いで町制を施行し、大森町、入新井町、馬込町、池上町、東調布町、蒲田町、矢口町、六郷町、羽田町となった。
昭和7年（1932年）10月1日、東京市は周辺の5郡（荏原、北豊島、豊多摩、南足立、南葛飾）に属する82町村を編入し、いわゆる大東京市が成立した。なお、従前の6郡のうち、南豊島郡と東多摩郡が明治29年（1896年）に合併して豊多摩郡となっている。編入された82町村は20区に編成され、東京市は既存の15区と合わせ、35区から構成されることとなった。大田区の前身である大森区と蒲田区はこの時に成立したもので、大森町、入新井町、馬込町、池上町、東調布町の区域が大森区、蒲田町、矢口町、六郷町、羽田町の区域が蒲田区となった。
昭和18年（1943年）7月1日、東京府と東京市が廃止されて、新たに東京都が設置された。この時、大森区、蒲田区を含む35区は東京都直轄の区となった。昭和22年（1947年）3月15日、前述のとおり、これら2区の廃置分合により大田区が成立した。

## 旧大森区の町名
旧大森区に該当する区域は、明治11年（1878年）の郡区町村編制法施行の時点では、荏原郡に属する大森、不入斗（いりやまず）、新井宿、馬込、池上、石川、雪ヶ谷、市野倉、桐ヶ谷（馬込領桐ヶ谷）、堤方、下池上、徳持、久ヶ原、道々橋、鵜ノ木、嶺、下沼部、上沼部の18村に分かれていた。このうち大森村は明治5年（1872年）に西大森村・東大森村・北大森村が合併して成立したもので、他の村は江戸時代から存在したものである。桐ヶ谷村は荏原郡内にあった同名の村（品川領桐ヶ谷村）と区別するため、馬込領桐ヶ谷村と呼ばれていた。久ヶ原村は馬込領久ヶ原村（上知久ヶ原村）と六郷領久ヶ原村があったが、両者は明治5年に合併している。
明治22年（1889年）の市制町村制施行に際し、上記18村は荏原郡大森村、入新井村、馬込村、池上村、調布村の5村に編成された。このうち、入新井村は不入斗村と新井宿村が合併、池上村は池上、石川、雪ヶ谷、市野倉、桐ヶ谷、堤方、下池上、徳持、久ヶ原、道々橋の10村が合併、調布村は鵜ノ木、嶺、下沼部、上沼部の4村が合併して成立したものである。大森村と馬込村は明治22年以降も単独で村制を継続した。なお、旧池上村の一部は馬込村に編入され、鵜ノ木村の飛地（字沖島）は調布村と矢口村（後に蒲田区となる）に編入された。
大森、入新井、馬込、池上、調布の5村は以下のとおり町制を施行した。
- 大森村 明治30年（1897年）町制 大森町
- 入新井村 大正8年（1919年）町制 入新井町
- 馬込村 昭和3年（1928年）町制 馬込町
- 池上村 大正15年（1926年）町制 池上町
- 調布村 昭和3年（1928年）町制 東調布町

昭和7年（1932年）、これら5町が合併して大森区となった。
以下は、明治22年（1889年）以前の旧村名、同年の市制町村制施行時点の大字名、昭和7年（1932年）の大森区成立時の町名の対照表である。
| 旧町村名（1889年以前） | 大字名（1889年現在） | 大森区の町名（1932年現在）                                 | 備考 |
| ---------------------- | -------------------- | ---------------------------------------------------------- | ---- |
| 大森村                 | 大森村（大字なし）   | 大森町一〜九丁目、森ヶ崎町                                 |      |
| 不入斗村               | 入新井村不入斗       | 入新井一〜六丁目                                           |      |
| 新井宿村               | 入新井村新井宿       | 山王一〜二丁目、新井宿一〜七丁目                           |      |
| 馬込村                 | 馬込村（大字なし）   | 馬込町東一〜四丁目、馬込町西一〜四丁目、北千束町、南千束町 |      |
| 池上村                 | 池上村池上           | 上池上町                                                   |      |
| 石川村                 | 池上村石川           | 石川町                                                     |      |
| 雪ヶ谷村               | 池上村雪ヶ谷         | 雪ヶ谷町                                                   |      |
| 市野倉村               | 池上村市野倉         | 市野倉町、桐里町                                           |      |
| 桐ヶ谷村               | 池上村桐ヶ谷         | 桐里町、梅田町                                             |      |
| 堤方村                 | 池上村堤方           | 堤方町                                                     |      |
| 下池上村               | 池上村下池上         | 池上本町                                                   |      |
| 徳持村                 | 池上村徳持           | 池上徳持町                                                 |      |
| 久ヶ原村               | 池上村久ヶ原         | 久ヶ原町                                                   |      |
| 道々橋村               | 池上村道々橋         | 道々橋町、池上洗足町                                       |      |
| 鵜ノ木村               | 調布村鵜ノ木         | 調布鵜ノ木町、調布大塚町                                   |      |
| 嶺村                   | 調布村嶺             | 調布嶺町一〜二丁目、調布千鳥町                             |      |
| 下沼部村               | 調布村下沼部         | 田園調布一〜三丁目                                         |      |
| 上沼部村               | 調布村上沼部         | 田園調布四丁目                                             |      |

大田区では、1964年から順次区内の住居表示が実施され、1970年までに埋立地を除く全域の住居表示実施が完了している。以下は、旧大森区の地域の、住居表示実施直前の1963年現在の町名と現行町名の対照表である。
| 町名（1963年現在） | 町成立直前の旧地名     | 町の成立年 | 町の廃止年 | 現町名                                                                                             | 備考                                       |
| ------------------ | ---------------------- | ---------- | ---------- | -------------------------------------------------------------------------------------------------- | ------------------------------------------ |
| 大森一〜九丁目     | 大森町                 | 1932       | 1969       | 大森東1〜5、大森西1〜7、大森南1〜3、大森北5・6、大森中1〜3、大森本町1・2、蒲田1・2                 |                                            |
| 森ヶ崎町           | 大森町                 | 1932       | 1964       | 大森南4・5                                                                                         |                                            |
| 山王一〜二丁目     | 入新井町新井宿         | 1932       | 1965       | 山王1〜4                                                                                           |                                            |
| 新井宿一〜七丁目   | 入新井町新井宿         | 1932       | 1965       | 大森北1・4・5、大森西1・4、山王1〜4、南馬込3〜4、中央1〜4・7                                       |                                            |
| 入新井一〜六丁目   | 入新井町不入斗         | 1932       | 1964       | 大森北1〜6、大森本町1                                                                              |                                            |
| 馬込町東一〜四丁目 | 馬込町                 | 1932       | 1965       | 北馬込2、山王1・2・4、中央4・5、中馬込1・3、西馬込1、東馬込1・2、南馬込1〜4・6                     |                                            |
| 馬込町西一〜四丁目 | 馬込町                 | 1932       | 1968       | 北馬込1・2、中馬込1〜3、西馬込1・2、南馬込4〜6、上池台4                                            |                                            |
| 北千束町           | 馬込町                 | 1932       | 1966       | 北千束1〜3                                                                                         |                                            |
| 南千束町           | 馬込町                 | 1932       | 1966       | 南千束1〜3、石川町1・2、上池台1                                                                    |                                            |
| 池上徳持町         | 池上町徳持             | 1932       | 1968       | 池上3・4・6・8、千鳥1、東矢口1                                                                     |                                            |
| 堤方町             | 池上町堤方             | 1932       | 1965       | 池上1・4・5、中央6・8                                                                              |                                            |
| 市野倉町           | 池上町市野倉           | 1932       | 1967       | 中央4〜7、池上1                                                                                    |                                            |
| 桐里町             | 池上町桐ヶ谷、市野倉   | 1932       | 1965       | 中央5、池上1、南馬込6                                                                              |                                            |
| 梅田町             | 池上町桐ヶ谷           | 1932       | 1965       | 南馬込6                                                                                            |                                            |
| 池上本町           | 池上町下池上           | 1932       | 1967       | 池上1〜4、仲池上2、南馬込6                                                                         |                                            |
| 上池上町           | 池上町池上             | 1932       | 1968       | 上池台1〜5、南馬込6、東雪谷1・4・5、西馬込2、中馬込1〜3、南千束2、仲池上1・2                       |                                            |
| 石川町             | 池上町石川             | 1932       | 1966       | 石川町1・2                                                                                         |                                            |
| 雪ヶ谷町           | 池上町雪ヶ谷           | 1932       | 1965       | 東雪谷1〜5、仲池上1、南千束2・3、石川町2、南雪谷1〜5、雪谷大塚町、北嶺町                           |                                            |
| 池上洗足町         | 池上町道々橋           | 1932       | 1968       | 上池台1・2、南千束1・2                                                                             |                                            |
| 久ヶ原町           | 池上町久ヶ原           | 1932       | 1970       | 久が原1〜6、南久が原2、池上3、北嶺町、千鳥1、南雪谷5、東嶺町                                       |                                            |
| 道々橋町           | 池上町道々橋           | 1932       | 1968       | 仲池上1、東雪谷5、久が原1・2、南雪谷5、北嶺町                                                      |                                            |
| 調布嶺町一〜二丁目 | 東調布町嶺             | 1932       | 1970       | 鵜の木1〜3、北嶺町、下丸子4、田園調布本町、田園調布南、東嶺町、西嶺町、南雪谷4、南久が原2、久が原1 |                                            |
| 調布千鳥町         | 東調布町嶺             | 1932       | 1968       | 池上8、久が原4・6、千鳥1〜3、南久が原1                                                             |                                            |
| 調布鵜ノ木町       | 東調布町鵜ノ木         | 1932       | 1966       | 下丸子3・4、千鳥3、南久が原1・2、鵜の木1・2、西嶺町                                                |                                            |
| 調布大塚町         | 東調布町鵜ノ木         | 1932       | 1970       | 雪谷大塚町、南雪谷2、田園調布本町、田園調布1                                                       |                                            |
| 田園調布一〜七丁目 | 東調布町上沼部、下沼部 | 1932       | 1970       | 田園調布1〜5、田園調布本町、田園調布南                                                             | もとは一〜四丁目、1960年に一〜七丁目に再編 |

## 旧蒲田区の町名
旧蒲田区に該当する区域は、明治11年（1878年）の郡区町村編制法施行の時点では、荏原郡に属し、蒲田新宿村（単に「新宿村」とも）、北蒲田村、御園村、女塚村（おんなづかむら、おなづかむら）、八幡塚村（はちまんづかむら）、高畑村、雑色村（ぞうしきむら）、町屋村、古川村、羽田村、羽田猟師町、鈴木新田、麹谷村（こうじやむら）、浜竹村、下袋村、萩中村、矢口村、古市場村、下丸子村、道塚村、蓮沼村、今泉村、原村、小林村、安方村の1町24村があった。このうち麹谷村、浜竹村、下袋村は明治12年（1879年）に合併して新たな麹谷村となり、この区域の町村数は1町22村となった。
明治22年（1889年）の市制町村制施行に際し、これら1町22村は廃置分合され、荏原郡蒲田村、六郷村、羽田村、矢口村の4村に編成された。これら新設の4村と旧町村との対応関係は以下のとおりである。
- 蒲田村 - 蒲田新宿村、北蒲田村、御園村、女塚村（他に鵜ノ木村飛地）
- 六郷村 - 八幡塚村、高畑村、雑色村、町屋村、古川村
- 羽田村 - 羽田村、羽田猟師町、鈴木新田、麹谷村、萩中村
- 矢口村 - 矢口村、古市場村、下丸子村、道塚村、蓮沼村、今泉村、原村、小林村、安方村（他に鵜ノ木村飛地）

上記の旧町村名は蒲田村、六郷村、羽田村、矢口村の大字名として引き継がれた。なお、荏原郡鵜ノ木村は大部分が調布村（現・大田区のうち）に編入されたが、同村の飛地（字沖島）は蒲田村と矢口村に編入された（現・西蒲田一・二丁目付近）。
羽田村は明治40年（1907年）、蒲田村は大正11年（1922年）、六郷村と矢口村は昭和3年（1928年）、それぞれ町制を施行し、羽田町、蒲田町、六郷町、矢口町となった。昭和7年（1932年）、これら4町の区域をもって蒲田区が成立した。旧羽田町の5つの大字（羽田、羽田猟師町、鈴木新田、麹谷、萩中）は17町丁に再編された（詳細は下表参照）。旧蒲田町、六郷町、矢口町の大字名はおおむね蒲田区の町名に引き継がれたが、以下のような変更があった。
- 蒲田町蒲田新宿 - 新宿町
- 蒲田町北蒲田 - 蒲田町
- 六郷町八幡塚 - 六郷町
- 六郷町出村（もと八幡塚村の飛地） - 出雲町
- 矢口町古市場 - 古市町
- 矢口町原の飛地 - 志茂田町
- 矢口町上平間・中丸子（もと神奈川県橘樹郡御幸村の飛地） - 下河原町

### 町名一覧
蒲田区成立の5年後の昭和12年（1937年）には蒲田地区と六郷地区で大幅な町名改正があった。下表は、明治22年（1889年）以前の旧村名、同年の市制町村制施行時点の大字名、昭和7年（1932年）の蒲田区成立時の町名、昭和12年（1937年）の町名変更実施後の町名対照表である。
※印の町名は昭和12年（1937年）の町名改正により廃止されたものである。
| 旧町村名（1889年以前） | 大字名（1889年現在） | 蒲田区の町名（1932年現在）                                   | 変更後町名（1937年現在）                             | 備考                                                                         |
| ---------------------- | -------------------- | ------------------------------------------------------------ | ---------------------------------------------------- | ---------------------------------------------------------------------------- |
| 蒲田新宿村             | 蒲田村蒲田新宿       | 新宿町                                                       | 新宿町、東蒲田3・4、本蒲田4・5、仲蒲田3・4、御園2・3 | 1937年の町名改正後、一部は新宿町として存続（1964まで）。                     |
| 北蒲田村               | 蒲田村北蒲田         | 蒲田町※                                                      | 東蒲田1〜4、本蒲田1〜5、仲蒲田1〜4                   |                                                                              |
| 御園村                 | 蒲田村御園           | 御園町※                                                      | 御園1〜3、女塚1〜4                                   |                                                                              |
| 女塚村                 | 蒲田村女塚           | 女塚町※                                                      | 女塚1〜4                                             |                                                                              |
| 八幡塚村               | 六郷村八幡塚         | 六郷町※                                                      | 東六郷1〜4、仲六郷1〜4、西六郷1〜3、南六郷1〜3       |                                                                              |
| 八幡塚村（飛地）       | 六郷村八幡塚         | 出雲町※                                                      | 東六郷、仲六郷                                       | 1928年、六郷村の町制施行時に六郷町大字出村となり、1932年蒲田区出雲町となる。 |
| 高畑村                 | 六郷村高畑           | 高畑町※                                                      | 西六郷                                               |                                                                              |
| 雑色村                 | 六郷村雑色           | 雑色町※                                                      | 東六郷、南六郷、仲六郷                               |                                                                              |
| 町屋村                 | 六郷村町屋           | 町屋町※                                                      | 西六郷1・2、仲六郷2・3                               |                                                                              |
| 古川村                 | 六郷村古川           | 古川町                                                       |                                                      | 古川町は1967年まで存続（現・西六郷1、新蒲田3、多摩川2）                      |
| 羽田村                 | 羽田村羽田           | 羽田本町、羽田1・3                                           |                                                      |                                                                              |
| 羽田猟師町             | 羽田村羽田猟師町     | 羽田2・3、猟師町御台場                                       |                                                      |                                                                              |
| 鈴木新田               | 羽田村鈴木新田       | 羽田鈴木町、羽田穴守町、羽田江戸見町、羽田御台場、鈴木御台場 |                                                      |                                                                              |
| 麹谷村                 | 羽田村麹谷           | 糀谷町1〜5、北糀谷町                                         |                                                      |                                                                              |
| 萩中村                 | 羽田村萩中           | 萩中町                                                       |                                                      |                                                                              |
| 矢口村                 | 矢口村矢口           | 矢口町                                                       |                                                      |                                                                              |
| 古市場村               | 矢口村古市場         | 古市町                                                       |                                                      |                                                                              |
| 下丸子村               | 矢口村下丸子         | 下丸子町                                                     |                                                      |                                                                              |
| 道塚村                 | 矢口村道塚           | 道塚町                                                       | 道塚町、御園2・3、西六郷1                            |                                                                              |
| 蓮沼村                 | 矢口村蓮沼           | 蓮沼町                                                       | 蓮沼町、蓮沼1〜3                                     |                                                                              |
| 今泉村                 | 矢口村今泉           | 今泉町                                                       |                                                      |                                                                              |
| 原村                   | 矢口村原             | 原町                                                         |                                                      |                                                                              |
| 原村（飛地）           | 矢口村原（飛地）     | 志茂田町※                                                    | 御園2・3                                             |                                                                              |
| 小林村                 | 矢口村小林           | 小林町                                                       |                                                      |                                                                              |
| 安方村                 | 矢口村安方           | 安方町                                                       |                                                      |                                                                              |

### 神奈川県の旧飛地
東京府と神奈川県の境をなす多摩川の両岸には、東京府側に神奈川県の飛地、神奈川県側に東京府の飛地がそれぞれ存在していた。これは多摩川のかつての蛇行跡に生じたものである。明治45年（1912年）、法令によりこれらの飛地が解消された際、神奈川県橘樹郡御幸村の一部が東京府荏原郡六郷村及び矢口村へ編入された。
- 神奈川県橘樹郡御幸村小向（旧小向村）の飛地 - 明治45年（1912年）六郷村八幡塚に編入。昭和3年（1928年）六郷村の町制施行に際し六郷町大字小向となり、1932年蒲田区六郷町の一部となる（現・西六郷のうち）。
- 神奈川県橘樹郡御幸村上平間・中丸子（旧上平間村・中丸子村）の飛地- 明治45年（1912年）矢口村矢口および下丸子に編入。昭和3年（1928年）矢口村の町制施行に際し矢口町大字上平間および中丸子となり、1932年蒲田区下河原町となる。

このほか矢口村古市場の大部分と六郷村古川の一部が橘樹郡御幸村に、六郷村八幡塚の一部が橘樹郡川崎町に、羽田町羽田・羽田猟師町・鈴木新田の各一部が橘樹郡大師河原村に、それぞれ編入された。

### 住居表示実施直前の町名
大田区では、1964年から順次区内の住居表示が実施され、1970年までに埋立地を除く全域の住居表示実施が完了している。以下は、旧蒲田区の地域の、住居表示実施直前の1963年現在の町名と現行町名の対照表である。
| 町名（1963年現在） | 町成立直前の旧地名                           | 町の成立年 | 町の廃止年                     | 現町名                                                  | 備考                                           |
| ------------------ | -------------------------------------------- | ---------- | ------------------------------ | ------------------------------------------------------- | ---------------------------------------------- |
| 新宿町             | 池上町新宿                                   | 1932       | 1964                           | 南蒲田2・3、萩中2・3、西糀谷3・4                        | 1937年の町名改正後の残余                       |
| 東蒲田一〜四丁目   | 蒲田区蒲田町・新宿町                         | 1937       | 1969                           | 蒲田2〜4、東蒲田1・2、南蒲田1・2、蒲田本町2、西糀谷1    |                                                |
| 本蒲田一〜五丁目   | 蒲田区蒲田町・新宿町                         | 1937       | 1965                           | 蒲田1〜5、蒲田本町1・2、大森西7                         |                                                |
| 仲蒲田一〜四丁目   | 蒲田区蒲田町・新宿町                         | 1937       | 1965                           | 蒲田2・4、蒲田本町2                                     |                                                |
| 御園一〜三丁目     | 蒲田区御園町・新宿町・道塚町・志茂田町       | 1937       | 1967                           | 新蒲田1、西蒲田7・8                                     |                                                |
| 女塚一〜四丁目     | 蒲田区女塚町・御園町                         | 1937       | 1967                           | 西蒲田1・3〜7、池上5                                    |                                                |
| 東六郷一〜四丁目   | 蒲田区六郷町・雑色町・出雲町                 | 1937       | 1966住居表示実施               | 東六郷1〜3、仲六郷1〜4、南蒲田2、萩中1                  |                                                |
| 仲六郷一〜四丁目   | 蒲田区六郷町・雑色町・出雲町・町屋町・蒲田町 | 1937       | 1966住居表示実施               | 仲六郷1〜4                                              |                                                |
| 西六郷一〜三丁目   | 蒲田区六郷町・高畑町・町屋町・道塚町         | 1937       | 1967年住居表示実施             | 西六郷1〜4、新蒲田3                                     |                                                |
| 南六郷一〜三丁目   | 蒲田区六郷町・雑色町                         | 1937       | 1966住居表示実施               | 南六郷1〜3                                              |                                                |
| 古川町             | 蒲田町大字古川                               | 1932       | 1967                           | 西六郷1、新蒲田3、多摩川2                               |                                                |
| 羽田本町           | 羽田町大字羽田                               | 1932       | 1964                           | 本羽田1〜3                                              |                                                |
| 羽田一〜三丁目     | 羽田町大字羽田・羽田猟師町                   | 1932       | 1967住居表示実施               | 羽田1〜6                                                | 1958年、一〜六丁目に再編。1967年住居表示実施。 |
| 羽田旭町           | 大田区羽田3                                  | 1958       | 1967住居表示実施               | 羽田旭町                                                |                                                |
| 羽田鈴木町         | 羽田町大字鈴木新田                           | 1932       | 1967                           | 羽田空港1・2                                            |                                                |
| 羽田穴守町         | 羽田町大字鈴木新田                           | 1932       | 1967                           | 羽田空港1・2                                            |                                                |
| 羽田江戸見町       | 羽田町大字鈴木新田                           | 1932       | 1967                           | 羽田空港1・2                                            |                                                |
| 羽田御台場         | 羽田町大字鈴木新田                           | 1932       | 1967                           | 羽田空港2                                               |                                                |
| 猟師町御台場       | 羽田町大字羽田猟師町                         | 1932       | 1967                           | 羽田空港2                                               |                                                |
| 鈴木御台場         | 羽田町大字鈴木新田                           | 1932       | 1967                           | 羽田空港2                                               |                                                |
| 糀谷町一〜五丁目   | 羽田町大字麹谷                               | 1932       | 1964（「糀谷」の地名は存続）   | 西糀谷1〜4、東糀谷1〜6、萩中3、大森南2                  |                                                |
| 北糀谷町           | 羽田町大字麹谷                               | 1932       | 1969                           | 北糀谷1・2、東糀谷1、西糀谷1・2、東蒲田2、大森南1・2    |                                                |
| 萩中町             | 羽田町大字萩中                               | 1932       | 1964（「萩中」の地名は存続）   | 萩中1〜3、本羽田1〜3、南蒲田3                           |                                                |
| 矢口町             | 矢口町大字矢口                               | 1932       | 1966（「矢口」の地名は存続）   | 下丸子1〜3、多摩川1、千鳥1〜3、矢口1〜3、東矢口2、池上8 |                                                |
| 古市町             | 矢口町大字古市場                             | 1932       | 1967                           | 下丸子2、多摩川2、矢口3                                 |                                                |
| 下丸子町           | 矢口町大字下丸子                             | 1932       | 1966（「下丸子」の地名は存続） | 下丸子1〜4                                              | 1935年下河原町を合併                           |
| 道塚町             | 矢口町大字道塚                               | 1932       | 1967                           | 新蒲田2・3                                              |                                                |
| 蓮沼町             | 矢口町大字蓮沼                               | 1932       | 1967                           | 東矢口1                                                 |                                                |
| 蓮沼一〜三丁目     | 蒲田区蓮沼町                                 | 1937       | 1967                           | 西蒲田2・3・6                                           |                                                |
| 今泉町             | 矢口町大字今泉                               | 1932       | 1966                           | 多摩川1、矢口2・3                                       |                                                |
| 原町               | 矢口町大字原                                 | 1932       | 1967                           | 多摩川2                                                 |                                                |
| 小林町             | 矢口町大字小林                               | 1932       | 1967                           | 新蒲田2、東矢口3                                        |                                                |
| 安方町             | 矢口町大字安方                               | 1932       | 1967                           | 多摩川1、東矢口2、池上7・8                              |                                                |

### 羽田空港地区の町名
羽田空港（東京国際空港）用地は、もとは多摩川（六郷川）河口に位置する砂州であった。この地は天明年間（1781 - 1789年）に羽田猟師町の鈴木弥五右衛門によって干拓され、後に彼の名を冠して鈴木新田と称された。鈴木新田が羽田猟師町から分離するのは文化12年（1815年）のことである。鈴木新田は明治22年（1889年）羽田村大字鈴木新田となり、昭和7年（1932年）の蒲田区成立に際して羽田鈴木町、羽田穴守町、羽田江戸見町となった。これら3町の所在地は海老取川（多摩川から分流する派川）の東側で、現在の羽田空港用地西端の整備地区周辺にあたる。これら3町の沖合（東側）には江戸幕府の築いた御台場（砲台）の跡があり、羽田三村（羽田村、鈴木新田、羽田猟師町）の飛地となっていた。この地は現在の国際線ターミナルビル付近にあたり、昭和7年（1932年）の蒲田区成立に際して羽田御台場、鈴木御台場、猟師町御台場の3町となった。なお、戦前の地図をみると、羽田鈴木町の東方に羽田御台場、鈴木御台場、猟師町御台場の3つの町名が併記されており、これら3町の境界線は明示されていない。
終戦直後の昭和20年（1945年）9月21日、海老取川以東の羽田鈴木町、羽田穴守町、羽田江戸見町は連合国軍によって接収され、ハネダ･エアベースとなった。この際、地区住民約3千人は48時間以内の全員強制退去を命じられ、地区にあった建物等はすべて撤去された。エアベースが日本国に返還され、東京国際空港（羽田空港）となったのは昭和27年（1952年）のことである。
強制退去により住民がいなくなった後も羽田鈴木町、羽田穴守町、羽田江戸見町、羽田御台場、鈴木御台場、猟師町御台場の6町名は形式的には昭和42年（1967年）まで存続していたが、同年の住居表示実施によって羽田空港一・二丁目となった。

## 現行行政町名一覧
大田区では、全域で住居表示に関する法律に基づく住居表示が実施されている。
当該住居表示実施直前の旧町名の一覧である。旧町名の後に「（全）」と注記したもの以外は当該旧町域の一部である。
| 町名         | 町名の読み     | 町区域新設年月日 | 住居表示実施年月日 | 住居表示実施前の町名等                            | 備考                           |
| ------------ | -------------- | ---------------- | ------------------ | ------------------------------------------------- | ------------------------------ |
| 大森中一丁目 | おおもりなか   | 1969年9月1日     | 1969年9月1日       | 大森3、大森4、大森6の各全部と大森7、大森8の各一部 |                                |
| 大森中二丁目 | おおもりなか   | 1969年9月1日     | 1969年9月1日       | 大森5の全部と大森7、大森8の各一部                 |                                |
| 大森中三丁目 | おおもりなか   | 1969年9月1日     | 1969年9月1日       | 大森7、大森8の各一部                              |                                |
| 大森東一丁目 | おおもりひがし | 1964年9月1日     | 1964年9月1日       | 大森1の一部                                       |                                |
| 大森東二丁目 | おおもりひがし | 1964年9月1日     | 1964年9月1日       | 大森3、大森6の各一部                              |                                |
| 大森東三丁目 | おおもりひがし | 1964年9月1日     | 1964年9月1日       | 大森6、大森7の各一部                              |                                |
| 大森南一丁目 | おおもりみなみ | 1964年9月1日     | 1964年9月1日       | 大森9、北糀谷町の各一部                           | 旧町丁が北糀谷町の部分を除く。 |
| 大森南二丁目 | おおもりみなみ | 1964年9月1日     | 1964年9月1日       | 大森9、北糀谷町の各一部                           | 旧町丁が北糀谷町の部分を除く。 |
| 大森南三丁目 | おおもりみなみ | 1964年9月1日     | 1964年9月1日       | 大森9の一部                                       |                                |
| 大森南四丁目 | おおもりみなみ | 1964年9月1日     | 1964年9月1日       | 森ケ崎町の一部                                    |                                |
| 大森南五丁目 | おおもりみなみ | 1964年9月1日     | 1964年9月1日       | 森ケ崎町の一部                                    |                                |

| 町名               | 町名の読み               | 町区域新設年月日 | 住居表示実施年月日 | 住居表示実施前の町名等                            | 備考 |
| ------------------ | ------------------------ | ---------------- | ------------------ | ------------------------------------------------- | ---- |
| 大森中一丁目       | おおもりなか             | 1969年9月1日     | 1969年9月1日       | 大森3、大森4、大森6の各全部と大森7、大森8の各一部 |      |
| 大森中二丁目       | おおもりなか             | 1969年9月1日     | 1969年9月1日       | 大森5の全部と大森7、大森8の各一部                 |      |
| 大森中三丁目       | おおもりなか             | 1969年9月1日     | 1969年9月1日       | 大森7、大森8の各一部                              |      |
| 大森東四丁目       | おおもりひがし           | 1964年9月1日     | 1964年9月1日       | 大森8の一部                                       |      |
| 大森東五丁目       | おおもりひがし           | 1964年9月1日     | 1964年9月1日       | 大森8の一部                                       |      |
| 大森西一丁目       | おおもりにし             | 1964年9月1日     | 1964年9月1日       | 大森2、新井宿5、新井宿7の各一部                   |      |
| 大森西二丁目       | おおもりにし             | 1964年9月1日     | 1964年9月1日       | 大森1、大森2、大森3の各一部                       |      |
| 大森西三丁目       | おおもりにし             | 1964年9月1日     | 1964年9月1日       | 大森3の一部                                       |      |
| 大森西四丁目       | おおもりにし             | 1964年9月1日     | 1964年9月1日       | 大森3、大森4、大森5、新井宿7の各一部              |      |
| 大森西五丁目       | おおもりにし             | 1964年9月1日     | 1964年9月1日       | 大森4の一部                                       |      |
| 大森西六丁目       | おおもりにし             | 1964年9月1日     | 1964年9月1日       | 大森5の一部                                       |      |
| 大森西七丁目       | おおもりにし             | 1964年9月1日     | 1964年9月1日       | 大森5、本蒲田1の各一部                            |      |
| 大森本町一丁目     | おおもりほんちょう       | 1964年9月1日     | 1964年9月1日       | 入新井1、大森1の各一部                            |      |
| 大森本町二丁目     | おおもりほんちょう       | 1964年9月1日     | 1964年9月1日       | 大森1の一部                                       |      |
| 平和の森公園       | へいわのもりこうえん     | 2005年3月1日     | 2005年3月1日       | （平和の森公園 (大田区)#地名の変遷を参照。）      |      |
| ふるさとの浜辺公園 | ふるさとのはまべこうえん | 2005年3月1日     | 2005年3月1日       | （大森ふるさとの浜辺公園#地名の変遷を参照。）     |      |

| 町名           | 町名の読み         | 町区域新設年月日 | 住居表示実施年月日 | 住居表示実施前の町名等 | 備考 |
| -------------- | ------------------ | ---------------- | ------------------ | --- | ---- |
| 大森北一丁目   | おおもりきた       | 1964年9月1日     | 1964年9月1日       | 入新井4、入新井5、入新井6、新井宿1、新井宿2の各一部                                                                          |      |
| 大森北二丁目   | おおもりきた       | 1964年9月1日     | 1964年9月1日       | 入新井1、入新井5の各一部 |      |
| 大森北三丁目   | おおもりきた       | 1964年9月1日     | 1964年9月1日       | 大森1、入新井1、入新井2、入新井3、入新井4の各一部                                                                            |      |
| 大森北四丁目   | おおもりきた       | 1964年9月1日     | 1964年9月1日       | 入新井3、入新井4、入新井6、新井宿2、新井宿3の各一部                                                                          |      |
| 大森北五丁目   | おおもりきた       | 1964年9月1日     | 1964年9月1日       | 大森2、入新井3、新井宿3、新井宿5の各一部                                                                                     |      |
| 大森北六丁目   | おおもりきた       | 1964年9月1日     | 1964年9月1日       | 大森1、大森2、入新井2、入新井3の各一部                                                                                       |      |
| 大森本町一丁目 | おおもりほんちょう | 1964年9月1日     | 1964年9月1日       | 入新井1、大森1の各一部 |      |
| 平和島一丁目   | へいわじま         | 1967年10月20日   | 1968年4月15日      | 平和島1の全部 |      |
| 平和島二丁目   | へいわじま         | 1967年10月20日   | 1968年4月15日      | 平和島2の全部 |      |
| 平和島二丁目   | へいわじま         | 1967年10月20日   | 1988年4月1日       | 平和島2-4先公有水面、平和島2-6先公有水面、平和島2-7先公有水面の各全部                                                        |      |
| 平和島三丁目   | へいわじま         | 1967年10月20日   | 1968年4月15日      | 平和島3の全部 |      |
| 平和島四丁目   | へいわじま         | 1967年10月20日   | 1968年4月15日      | 平和島4の全部 |      |
| 平和島五丁目   | へいわじま         | 1967年10月20日   | 1968年4月15日      | 平和島5の全部 |      |
| 平和島六丁目   | へいわじま         | 1967年10月20日   | 1968年4月15日      | 平和島6の全部 |      |
| 昭和島一丁目   | しょうわじま       | 1967年10月20日   | 1968年4月15日      | 昭和島1の全部 |      |
| 昭和島二丁目   | しょうわじま       | 1967年10月20日   | 1968年4月15日      | 昭和島2の全部 |      |
| 山王一丁目     | さんのう           | 1965年4月1日     | 1965年4月1日       | 山王1の全部と山王2、馬込町東2、新井宿1の各一部                                                                               |      |
| 山王二丁目     | さんのう           | 1965年4月1日     | 1965年4月1日       | 山王2、馬込町東2、新井宿1、新井宿2の各一部                                                                                   |      |
| 京浜島一丁目   | けいひんじま       | 1975年10月1日    | 1975年10月1日      | 埋立地 |      |
| 京浜島二丁目   | けいひんじま       | 1975年10月1日    | 1975年10月1日      | 埋立地 |      |
| 京浜島三丁目   | けいひんじま       | 1979年5月1日     | 1979年5月1日       | 京浜第6区埋立地第2区A区の全部                                                                                                |      |
| 京浜島三丁目   | けいひんじま       | 1979年5月1日     | 1986年9月1日       | 京浜島地先公有水面京浜第6区埋立地第2区C区の全部                                                                              |      |
| 東海一丁目     | とうかい           |                  | 1980年1月1日       | 東海1の全部 |      |
| 東海二丁目     | とうかい           | 1988年11月1日    | 1988年11月1日      | （東海 (大田区)#町名の変遷を参照。）                                                                                         |      |
| 東海三丁目     | とうかい           | 1988年11月1日    | 1988年11月1日      | （東海 (大田区)#町名の変遷を参照。）                                                                                         |      |
| 東海四丁目     | とうかい           |                  | 1980年1月1日       | 東海4の全部 |      |
| 東海五丁目     | とうかい           |                  | 1980年1月1日       | 東海5の全部 |      |
| 東海六丁目     | とうかい           | 1988年11月1日    | 1988年11月1日      | （東海 (大田区)#町名の変遷を参照。）                                                                                         |      |
| 城南島一丁目   | じょうなんじま     | 1980年1月1日     | 1980年1月1日       | 城南島の一部 |      |
| 城南島二丁目   | じょうなんじま     | 1985年6月1日     | 1985年6月1日       | 大井ふ頭その2埋立地第3区、大井ふ頭その2拡張埋立地第2区の各一部                                                               |      |
| 城南島三丁目   | じょうなんじま     | 1996年9月5日     | 1996年9月5日       | 大井ふ頭その2埋立地第2区の全部と大井ふ頭その2埋立地第3区、大井ふ頭その2拡張埋立地第1区、大井ふ頭その2拡張埋立地第2区の各一部 |      |
| 城南島四丁目   | じょうなんじま     | 1990年4月1日     | 1990年4月1日       | 埋立地 |      |
| 城南島五丁目   | じょうなんじま     | 1991年8月15日    | 1991年8月15日      | 大井ふ頭その2埋立地第3区、大井ふ頭その2埋立地第4区イ工区、大井ふ頭その2拡張埋立地第2区の各一部                               |      |
| 城南島六丁目   | じょうなんじま     | 1991年8月15日    | 1991年8月15日      | 大井ふ頭その2埋立地第4区イ工区の一部                                                                                         |      |
| 城南島七丁目   | じょうなんじま     | 1996年9月5日     | 1996年9月5日       | 大井ふ頭その2埋立地第4区ロ工区、大井ふ頭その2拡張埋立地第3区の各全部                                                         |      |
| 令和島一丁目   | れいわじま         | 2020年6月1日     | 2020年6月1日       | 中央防波堤外側埋立地その1第1工区、同第2工区A区の各一部                                                                       |      |
| 令和島二丁目   | れいわじま         | 2020年6月1日     | 2020年6月1日       | 中央防波堤外側埋立地その1第1工区、同第2工区A区の各一部                                                                       |      |

| 町名         | 町名の読み   | 町区域新設年月日 | 住居表示実施年月日 | 住居表示実施前の町名等                                                      | 備考 |
| ------------ | ------------ | ---------------- | ------------------ | --------------------------------------------------------------------------- | ---- |
| 東馬込一丁目 | ひがしまごめ | 1965年11月15日   | 1965年11月15日     | 馬込町東3、馬込町東4の各一部                                                |      |
| 東馬込二丁目 | ひがしまごめ | 1965年11月15日   | 1965年11月15日     | 馬込町東2、馬込町東3、馬込町東4の各一部                                     |      |
| 南馬込一丁目 | みなみまごめ | 1965年11月15日   | 1965年11月15日     | 馬込町東2、馬込町東3、馬込町東4、馬込町西1の各一部                          |      |
| 南馬込二丁目 | みなみまごめ | 1965年11月15日   | 1965年11月15日     | 馬込町東1、馬込町東2、馬込町東3の各一部                                     |      |
| 南馬込三丁目 | みなみまごめ | 1965年11月15日   | 1965年11月15日     | 馬込町東1、馬込町東2、新井宿3、新井宿4の各一部                              |      |
| 南馬込四丁目 | みなみまごめ | 1965年11月15日   | 1965年11月15日     | 馬込町東1、馬込町西1、新井宿4の各一部                                       |      |
| 南馬込五丁目 | みなみまごめ | 1965年11月15日   | 1965年11月15日     | 馬込町西1、馬込町西2、馬込町西3の各一部                                     |      |
| 南馬込六丁目 | みなみまごめ | 1965年11月15日   | 1965年11月15日     | 馬込町東1、馬込町西1、馬込町西2、梅田町、桐里町、池上本町、上池上町の各一部 |      |
| 中馬込一丁目 | なかまごめ   | 1965年11月15日   | 1965年11月15日     | 馬込町西4、上池上町の各一部                                                 |      |
| 中馬込二丁目 | なかまごめ   | 1965年11月15日   | 1965年11月15日     | 馬込町東4、馬込町西4の各一部                                                |      |
| 中馬込三丁目 | なかまごめ   | 1965年11月15日   | 1965年11月15日     | 馬込町東3、馬込町東4、馬込町西3、馬込町西4、上池上町の各一部                |      |
| 西馬込一丁目 | にしまごめ   | 1965年11月15日   | 1965年11月15日     | 馬込町東3、馬込町西2、馬込町西3の各一部                                     |      |
| 西馬込二丁目 | にしまごめ   | 1965年11月15日   | 1965年11月15日     | 馬込町西2、上池上町の各一部                                                 |      |
| 北馬込一丁目 | きたまごめ   | 1965年11月15日   | 1965年11月15日     | 馬込町西4の一部                                                             |      |
| 北馬込二丁目 | きたまごめ   | 1965年11月15日   | 1965年11月15日     | 馬込町西4、馬込町東4の各一部                                                |      |

| 町名         | 町名の読み   | 町区域新設年月日 | 住居表示実施年月日 | 住居表示実施前の町名等                                                      | 備考                             |
| ------------ | ------------ | ---------------- | ------------------ | --------------------------------------------------------------------------- | -------------------------------- |
| 中央五丁目   | ちゅうおう   | 1965年11月15日   | 1965年11月15日     | 市野倉町、桐里町、梅田町、馬込町東1の各一部                                 |                                  |
| 中央六丁目   | ちゅうおう   | 1965年11月15日   | 1965年11月15日     | 市野倉町、堤方町、桐里町の各一部                                            |                                  |
| 中央七丁目   | ちゅうおう   | 1965年11月15日   | 1965年11月15日     | 新井宿6、市野倉町の各一部                                                   |                                  |
| 中央八丁目   | ちゅうおう   | 1965年11月15日   | 1965年11月15日     | 堤方町の一部                                                                |                                  |
| 南馬込六丁目 | みなみまごめ | 1965年11月15日   | 1965年11月15日     | 馬込町東1、馬込町西1、馬込町西2、梅田町、桐里町、池上本町、上池上町の各一部 |                                  |
| 池上一丁目   | いけがみ     | 1967年12月1日    | 1967年12月1日      | 市野倉町、桐里町の各全部と池上本町、堤方町、梅田町の各一部                  |                                  |
| 池上二丁目   | いけがみ     | 1967年12月1日    | 1967年12月1日      | 池上本町、梅田町の各一部                                                    |                                  |
| 池上三丁目   | いけがみ     | 1967年12月1日    | 1967年12月1日      | 池上本町、池上徳持町、久ケ原町の各一部                                      | 旧町区域が久ケ原町の部分を除く。 |
| 池上四丁目   | いけがみ     | 1967年12月1日    | 1967年12月1日      | 池上本町、池上徳持町、堤方町の各一部                                        |                                  |
| 池上五丁目   | いけがみ     | 1967年12月1日    | 1967年12月1日      | 女塚1の全部と堤方町の一部                                                   |                                  |
| 池上六丁目   | いけがみ     | 1967年12月1日    | 1967年12月1日      | 池上徳持町の一部                                                            |                                  |
| 池上七丁目   | いけがみ     | 1967年12月1日    | 1967年12月1日      | 池上徳持町、安方町の各一部                                                  |                                  |
| 池上八丁目   | いけがみ     | 1967年12月1日    | 1967年12月1日      | 池上徳持町、安方町、矢口町、調布千鳥町の各一部                              |                                  |

| 町名       | 町名の読み | 町区域新設年月日 | 住居表示実施年月日 | 住居表示実施前の町名等                                 | 備考 |
| ---------- | ---------- | ---------------- | ------------------ | ------------------------------------------------------ | ---- |
| 中央一丁目 | ちゅうおう | 1965年11月15日   | 1965年11月15日     | 新井宿3、新井宿4、新井宿5の各一部                      |      |
| 中央二丁目 | ちゅうおう | 1965年11月15日   | 1965年11月15日     | 新井宿5、新井宿6の各一部                               |      |
| 中央三丁目 | ちゅうおう | 1965年11月15日   | 1965年11月15日     | 新井宿6の一部                                          |      |
| 中央四丁目 | ちゅうおう | 1965年11月15日   | 1965年11月15日     | 新井宿4、新井宿5、新井宿6、市野倉町、馬込町東1の各一部 |      |
| 山王三丁目 | さんのう   | 1965年4月1日     | 1965年4月1日       | 山王2、新井宿1、新井宿2、新井宿3、新井宿5の各一部      |      |
| 山王四丁目 | さんのう   | 1965年4月1日     | 1965年4月1日       | 山王2、馬込町東2、新井宿2、新井宿3の各一部             |      |

| 町名         | 町名の読み                 | 町区域新設年月日 | 住居表示実施年月日 | 住居表示実施前の町名等                                     | 備考 |
| ------------ | -------------------------- | ---------------- | ------------------ | ---------------------------------------------------------- | ---- |
| 東嶺町       | ひがしみねまち             | 1970年3月1日     | 1970年3月1日       | 久ケ原町、調布嶺町1の各一部                                |      |
| 西嶺町       | にしみねまち               | 1970年3月1日     | 1970年3月1日       | 調布鵜ノ木町の全部と調布嶺町1、調布嶺町2の各一部           |      |
| 北嶺町       | きたみねまち               | 1970年3月1日     | 1970年3月1日       | 雪ケ谷町、道々橋町、久ケ原町、調布嶺町1の各一部            |      |
| 田園調布南   | でんえんちょうふみなみ     | 1970年9月1日     | 1970年9月1日       | 田園調布1、調布嶺町2の各全部と田園調布2、調布嶺町1の各一部 |      |
| 田園調布本町 | でんえんちょうふほんちょう | 1970年9月1日     | 1970年9月1日       | 田園調布2、調布大塚町、調布嶺町1の各一部                   |      |

| 町名           | 町名の読み           | 町区域新設年月日 | 住居表示実施年月日 | 住居表示実施前の町名等           | 備考 |
| -------------- | -------------------- | ---------------- | ------------------ | -------------------------------- | ---- |
| 田園調布一丁目 | でんえんちょうふ     | 1970年9月1日     | 1970年9月1日       | 田園調布3、調布大塚町の各一部    |      |
| 田園調布二丁目 | でんえんちょうふ     | 1970年9月1日     | 1970年9月1日       | 田園調布4の全部                  |      |
| 田園調布三丁目 | でんえんちょうふ     | 1970年9月1日     | 1970年9月1日       | 田園調布5の全部                  |      |
| 田園調布四丁目 | でんえんちょうふ     | 1970年9月1日     | 1970年9月1日       | 田園調布6の全部と田園調布3の一部 |      |
| 田園調布五丁目 | でんえんちょうふ     | 1970年9月1日     | 1970年9月1日       | 田園調布7の全部                  |      |
| 雪谷大塚町     | ゆきがやおおつかまち | 1970年3月1日     | 1970年3月1日       | 雪ケ谷町、調布大塚町の各一部     |      |

| 町名           | 町名の読み     | 町区域新設年月日 | 住居表示実施年月日 | 住居表示実施前の町名等                                 | 備考                           |
| -------------- | -------------- | ---------------- | ------------------ | ------------------------------------------------------ | ------------------------------ |
| 鵜の木一丁目   | うのき         | 1968年9月1日     | 1968年9月1日       | 調布鵜ノ木町、調布嶺町2の各一部                        |                                |
| 鵜の木二丁目   | うのき         | 1968年9月1日     | 1968年9月1日       | 調布鵜ノ木町、調布嶺町2の各一部                        |                                |
| 鵜の木三丁目   | うのき         | 1968年9月1日     | 1968年9月1日       | 調布嶺町2の一部                                        |                                |
| 千鳥一丁目     | ちどり         | 1968年9月1日     | 1968年9月1日       | 池上徳持町の全部と久ケ原町、調布千鳥町、矢口町の各一部 | 旧町区域が矢口町の部分を除く。 |
| 千鳥二丁目     | ちどり         | 1968年9月1日     | 1968年9月1日       | 調布千鳥町、矢口町の各一部                             | 旧町区域が矢口町の部分を除く。 |
| 千鳥三丁目     | ちどり         | 1968年9月1日     | 1968年9月1日       | 調布千鳥町、調布鵜ノ木町、矢口町の各一部               | 旧町区域が矢口町の部分を除く。 |
| 南久が原一丁目 | みなみくがはら | 1968年9月1日     | 1968年9月1日       | 調布千鳥町、調布鵜ノ木町の各一部                       |                                |
| 南久が原二丁目 | みなみくがはら | 1968年9月1日     | 1968年9月1日       | 久ケ原町、調布鵜ノ木町、調布嶺町1の各一部              |                                |

| 町名         | 町名の読み     | 町区域新設年月日 | 住居表示実施年月日 | 住居表示実施前の町名等                                 | 備考                             |
| ------------ | -------------- | ---------------- | ------------------ | ------------------------------------------------------ | -------------------------------- |
| 池上三丁目   | いけがみ       | 1967年12月1日    | 1967年12月1日      | 池上本町、池上徳持町、久ケ原町の各一部                 | 旧町区域が久ケ原町の部分に限る。 |
| 北嶺町       | きたみねまち   | 1970年3月1日     | 1970年3月1日       | 雪ケ谷町、道々橋町、久ケ原町、調布嶺町1の各一部        |                                  |
| 千鳥一丁目   | ちどり         | 1968年9月1日     | 1968年9月1日       | 池上徳持町の全部と久ケ原町、調布千鳥町、矢口町の各一部 | 旧町区域が矢口町の部分を除く。   |
| 久が原一丁目 | くがはら       | 1968年9月1日     | 1968年9月1日       | 久ケ原町、道々橋町、調布嶺町1の各一部                  |                                  |
| 久が原二丁目 | くがはら       | 1968年9月1日     | 1968年9月1日       | 久ケ原町、道々橋町の各一部                             |                                  |
| 久が原三丁目 | くがはら       | 1968年9月1日     | 1968年9月1日       | 久ケ原町の一部                                         |                                  |
| 久が原四丁目 | くがはら       | 1968年9月1日     | 1968年9月1日       | 久ケ原町、調布千鳥町の各一部                           |                                  |
| 久が原五丁目 | くがはら       | 1968年9月1日     | 1968年9月1日       | 久ケ原町の一部                                         |                                  |
| 久が原六丁目 | くがはら       | 1968年9月1日     | 1968年9月1日       | 久ケ原町、調布千鳥町の各一部                           |                                  |
| 東雪谷五丁目 | ひがしゆきがや | 1965年9月1日     | 1965年9月1日       | 雪ケ谷町、上池上町、道々橋町の各一部                   |                                  |
| 南雪谷五丁目 | みなみゆきがや | 1970年3月1日     | 1970年3月1日       | 雪ケ谷町、道々橋町、久ケ原町の各一部                   |                                  |

| 北嶺町       | きたみねまち         | 1970年3月1日   | 1970年3月1日   | 雪ケ谷町、道々橋町、久ケ原町、調布嶺町1の各一部  |  |              |                |              |              |                                    |  |
| 雪谷大塚町   | ゆきがやおおつかまち | 1970年3月1日   | 1970年3月1日   | 雪ケ谷町、調布大塚町の各一部                     |  | 石川町二丁目 | いしかわちょう | 1966年5月1日 | 1966年5月1日 | 石川町、雪ケ谷町、南千束町の各一部 |  |
| 仲池上一丁目 | なかいけがみ         | 1965年9月1日   | 1965年9月1日   | 上池上町、雪ケ谷町、道々橋町の各一部             |  |              |                |              |              |                                    |  |
| 仲池上二丁目 | なかいけがみ         | 1965年9月1日   | 1965年9月1日   | 上池上町、池上本町の各一部                       |  |              |                |              |              |                                    |  |
| 南千束一丁目 | みなみせんぞく       | 1966年5月1日   | 1966年5月1日   | 南千束町、池上洗足町の各一部                     |  |              |                |              |              |                                    |  |
| 南千束二丁目 | みなみせんぞく       | 1966年5月1日   | 1966年5月1日   | 南千束町、上池上町、雪ケ谷町、池上洗足町の各一部 |  |              |                |              |              |                                    |  |
| 南千束三丁目 | みなみせんぞく       | 1966年5月1日   | 1966年5月1日   | 南千束町、雪ケ谷町の各一部                       |  |              |                |              |              |                                    |  |
| 東雪谷一丁目 | ひがしゆきがや       | 1965年9月1日   | 1965年9月1日   | 雪ケ谷町、上池上町の各一部                       |  |              |                |              |              |                                    |  |
| 東雪谷二丁目 | ひがしゆきがや       | 1965年9月1日   | 1965年9月1日   | 雪ケ谷町の一部                                   |  |              |                |              |              |                                    |  |
| 東雪谷三丁目 | ひがしゆきがや       | 1965年9月1日   | 1965年9月1日   | 雪ケ谷町の一部                                   |  |              |                |              |              |                                    |  |
| 東雪谷四丁目 | ひがしゆきがや       | 1965年9月1日   | 1965年9月1日   | 雪ケ谷町、上池上町の各一部                       |  |              |                |              |              |                                    |  |
| 東雪谷五丁目 | ひがしゆきがや       | 1965年9月1日   | 1965年9月1日   | 雪ケ谷町、上池上町、道々橋町の各一部             |  |              |                |              |              |                                    |  |
| 南雪谷一丁目 | みなみゆきがや       | 1970年3月1日   | 1970年3月1日   | 雪ケ谷町の一部                                   |  |              |                |              |              |                                    |  |
| 南雪谷二丁目 | みなみゆきがや       | 1970年3月1日   | 1970年3月1日   | 雪ケ谷町、調布大塚町の各一部                     |  |              |                |              |              |                                    |  |
| 南雪谷三丁目 | みなみゆきがや       | 1970年3月1日   | 1970年3月1日   | 雪ケ谷町の一部                                   |  |              |                |              |              |                                    |  |
| 南雪谷四丁目 | みなみゆきがや       | 1970年3月1日   | 1970年3月1日   | 雪ケ谷町、調布嶺町1の各一部                      |  |              |                |              |              |                                    |  |
| 南雪谷五丁目 | みなみゆきがや       | 1970年3月1日   | 1970年3月1日   | 雪ケ谷町、道々橋町、久ケ原町の各一部             |  |              |                |              |              |                                    |  |
| 上池台一丁目 | かみいけだい         | 1968年10月15日 | 1968年10月15日 | 南千束町の全部と上池上町、池上洗足町の各一部     |  |              |                |              |              |                                    |  |
| 上池台二丁目 | かみいけだい         | 1968年10月15日 | 1968年10月15日 | 上池上町、池上洗足町の各一部                     |  |              |                |              |              |                                    |  |
| 上池台三丁目 | かみいけだい         | 1968年10月15日 | 1968年10月15日 | 上池上町の一部                                   |  |              |                |              |              |                                    |  |
| 上池台四丁目 | かみいけだい         | 1968年10月15日 | 1968年10月15日 | 馬込町西4の全部と上池上町の一部                  |  |              |                |              |              |                                    |  |
| 上池台五丁目 | かみいけだい         | 1968年10月15日 | 1968年10月15日 | 上池上町の一部                                   |  |              |                |              |              |                                    |  |

| 町名         | 町名の読み     | 町区域新設年月日 | 住居表示実施年月日 | 住居表示実施前の町名等                           | 備考 |
| ------------ | -------------- | ---------------- | ------------------ | ------------------------------------------------ | ---- |
| 南千束一丁目 | みなみせんぞく | 1966年5月1日     | 1966年5月1日       | 南千束町、池上洗足町の各一部                     |      |
| 南千束二丁目 | みなみせんぞく | 1966年5月1日     | 1966年5月1日       | 南千束町、上池上町、雪ケ谷町、池上洗足町の各一部 |      |
| 南千束三丁目 | みなみせんぞく | 1966年5月1日     | 1966年5月1日       | 南千束町、雪ケ谷町の各一部                       |      |
| 北千束一丁目 | きたせんぞく   | 1966年5月1日     | 1966年5月1日       | 北千束町の一部                                   |      |
| 北千束二丁目 | きたせんぞく   | 1966年5月1日     | 1966年5月1日       | 北千束町の一部                                   |      |
| 北千束三丁目 | きたせんぞく   | 1966年5月1日     | 1966年5月1日       | 北千束町の一部                                   |      |
| 石川町一丁目 | いしかわちょう | 1966年5月1日     | 1966年5月1日       | 石川町、南千束町の各一部                         |      |
| 石川町二丁目 | いしかわちょう | 1966年5月1日     | 1966年5月1日       | 石川町、南千束町の各一部                         |      |
| 上池台一丁目 | かみいけだい   | 1968年10月15日   | 1968年10月15日     | 南千束町の全部と上池上町、池上洗足町の各一部     |      |

| 町名         | 町名の読み     | 町区域新設年月日 | 住居表示実施年月日 | 住居表示実施前の町名等             | 備考                             |
| ------------ | -------------- | ---------------- | ------------------ | ---------------------------------- | -------------------------------- |
| 大森南一丁目 | おおもりみなみ | 1964年9月1日     | 1964年9月1日       | 大森9、北糀谷町の各一部            | 旧町区域が北糀谷町の部分に限る。 |
| 大森南二丁目 | おおもりみなみ | 1964年9月1日     | 1964年9月1日       | 大森9、北糀谷町の各一部            | 旧町区域が北糀谷町の部分に限る。 |
| 東糀谷一丁目 | ひがしこうじや | 1965年2月1日     | 1965年2月1日       | 北糀谷町、糀谷町3の各一部          |                                  |
| 東糀谷二丁目 | ひがしこうじや | 1965年2月1日     | 1965年2月1日       | 糀谷町3の一部                      |                                  |
| 東糀谷三丁目 | ひがしこうじや | 1965年2月1日     | 1965年2月1日       | 糀谷町2の全部と糀谷町4の一部       |                                  |
| 東糀谷四丁目 | ひがしこうじや | 1965年2月1日     | 1965年2月1日       | 糀谷町4の一部                      |                                  |
| 東糀谷五丁目 | ひがしこうじや | 1965年2月1日     | 1965年2月1日       | 糀谷町4、糀谷町5の各一部           |                                  |
| 東糀谷六丁目 | ひがしこうじや | 1965年2月1日     | 1965年2月1日       | 糀谷町4、糀谷町5の各一部           |                                  |
| 西糀谷一丁目 | にしこうじや   | 1964年4月1日     | 1964年4月1日       | 北糀谷町、糀谷町1、東蒲田3の各一部 |                                  |
| 西糀谷二丁目 | にしこうじや   | 1964年4月1日     | 1964年4月1日       | 北糀谷町、糀谷町2、糀谷町3の各一部 |                                  |
| 西糀谷三丁目 | にしこうじや   | 1964年4月1日     | 1964年4月1日       | 糀谷町2、新宿町の各一部            |                                  |
| 西糀谷四丁目 | にしこうじや   | 1964年4月1日     | 1964年4月1日       | 糀谷町1、新宿町の各一部            |                                  |
| 北糀谷一丁目 | きたこうじや   | 1969年9月1日     | 1969年9月1日       | 北糀谷町の一部                     |                                  |
| 北糀谷二丁目 | きたこうじや   | 1969年9月1日     | 1969年9月1日       | 北糀谷町の一部                     |                                  |

| 町名           | 町名の読み         | 町区域新設年月日 | 住居表示実施年月日 | 住居表示実施前の町名等                                                                     | 備考 |
| -------------- | ------------------ | ---------------- | ------------------ | ------------------------------------------------------------------------------------------ | ---- |
| 羽田旭町       | はねだあさひちょう | 1958年           | 1967年9月1日       | 羽田旭町の一部                                                                             |      |
| 羽田一丁目     | はねだ             | 1958年           | 1967年9月1日       | 羽田4の全部                                                                                |      |
| 羽田二丁目     | はねだ             | 1958年           | 1967年9月1日       | 羽田1の全部                                                                                |      |
| 羽田三丁目     | はねだ             | 1958年           | 1967年9月1日       | 羽田2の全部                                                                                |      |
| 羽田四丁目     | はねだ             | 1958年           | 1967年9月1日       | 羽田5の全部                                                                                |      |
| 羽田五丁目     | はねだ             | 1958年           | 1967年9月1日       | 羽田6の全部と羽田旭町の一部                                                                |      |
| 羽田六丁目     | はねだ             | 1958年           | 1967年9月1日       | 羽田3の全部                                                                                |      |
| 本羽田一丁目   | ほんはねだ         | 1964年4月1日     | 1964年4月1日       | 萩中町、羽田本町の各一部                                                                   |      |
| 本羽田二丁目   | ほんはねだ         | 1964年4月1日     | 1964年4月1日       | 萩中町、羽田本町の各一部                                                                   |      |
| 本羽田三丁目   | ほんはねだ         | 1964年4月1日     | 1964年4月1日       | 萩中町、羽田本町の各一部                                                                   |      |
| 羽田空港一丁目 | はねだくうこう     | 1967年5月1日     | 1967年5月1日       | 羽田江戸見町、羽田鈴木町、羽田穴守町の各一部                                               |      |
| 羽田空港二丁目 | はねだくうこう     | 1967年5月1日     | 1967年5月1日       | 羽田御台場、猟師町御台場、鈴木御台場の各全部と羽田江戸見町、羽田鈴木町、羽田穴守町の各一部 |      |
| 羽田空港三丁目 | はねだくうこう     |                  | 1993年7月1日       | 羽田空港3の全部など（羽田空港_(大田区)#町名の変遷を参照。）                                |      |
| 萩中一丁目     | はぎなか           | 1964年4月1日     | 1964年4月1日       | 萩中町、東六郷1の各一部                                                                    |      |
| 萩中二丁目     | はぎなか           | 1964年4月1日     | 1964年4月1日       | 萩中町、新宿町の各一部                                                                     |      |
| 萩中三丁目     | はぎなか           | 1964年4月1日     | 1964年4月1日       | 萩中町、糀谷町2、新宿町の各一部                                                            |      |

| 町名         | 町名の読み     | 町区域新設年月日 | 住居表示実施年月日 | 住居表示実施前の町名等       | 備考 |
| ------------ | -------------- | ---------------- | ------------------ | ---------------------------- | ---- |
| 東六郷一丁目 | ひがしろくごう | 1966年10月1日    | 1966年10月1日      | 東六郷1の一部                |      |
| 東六郷二丁目 | ひがしろくごう | 1966年10月1日    | 1966年10月1日      | 東六郷2、東六郷3の各一部     |      |
| 東六郷三丁目 | ひがしろくごう | 1966年10月1日    | 1966年10月1日      | 東六郷3、東六郷4の各一部     |      |
| 西六郷一丁目 | にしろくごう   | 1966年10月1日    | 1966年10月1日      | 西六郷1、古川町の各一部      |      |
| 西六郷二丁目 | にしろくごう   | 1966年10月1日    | 1966年10月1日      | 西六郷2の一部                |      |
| 西六郷三丁目 | にしろくごう   | 1966年10月1日    | 1966年10月1日      | 西六郷2、西六郷3の各一部     |      |
| 西六郷四丁目 | にしろくごう   | 1966年10月1日    | 1966年10月1日      | 西六郷3の一部                |      |
| 南六郷一丁目 | みなみろくごう | 1937年1月1日     | 1966年10月1日      | 南六郷1の全部と南六郷2の一部 |      |
| 南六郷二丁目 | みなみろくごう | 1937年1月1日     | 1966年10月1日      | 南六郷2の一部                |      |
| 南六郷三丁目 | みなみろくごう | 1937年1月1日     | 1966年10月1日      | 南六郷3の全部                |      |
| 仲六郷一丁目 | なかろくごう   | 1937年1月1日     | 1966年10月1日      | 仲六郷1の全部と東六郷1の一部 |      |
| 仲六郷二丁目 | なかろくごう   | 1937年1月1日     | 1966年10月1日      | 仲六郷2の全部と東六郷2の一部 |      |
| 仲六郷三丁目 | なかろくごう   | 1937年1月1日     | 1966年10月1日      | 仲六郷3の全部と東六郷3の一部 |      |
| 仲六郷四丁目 | なかろくごう   | 1937年1月1日     | 1966年10月1日      | 仲六郷4の全部と東六郷4の一部 |      |

| 町名         | 町名の読み | 町区域新設年月日 | 住居表示実施年月日 | 住居表示実施前の町名等                                 | 備考                           |
| ------------ | ---------- | ---------------- | ------------------ | ------------------------------------------------------ | ------------------------------ |
| 千鳥一丁目   | ちどり     | 1968年9月1日     | 1968年9月1日       | 池上徳持町の全部と久ケ原町、調布千鳥町、矢口町の各一部 | 旧町区域が矢口町の部分に限る。 |
| 千鳥二丁目   | ちどり     | 1968年9月1日     | 1968年9月1日       | 調布千鳥町、矢口町の各一部                             | 旧町区域が矢口町の部分に限る。 |
| 千鳥三丁目   | ちどり     | 1968年9月1日     | 1968年9月1日       | 調布千鳥町、調布鵜ノ木町、矢口町の各一部               | 旧町区域が矢口町の部分に限る。 |
| 下丸子一丁目 | しもまるこ | 1966年4月1日     | 1966年4月1日       | 下丸子町、矢口町の各一部                               |                                |
| 下丸子二丁目 | しもまるこ | 1966年4月1日     | 1966年4月1日       | 下丸子町、矢口町、古市町の各一部                       |                                |
| 下丸子三丁目 | しもまるこ | 1966年4月1日     | 1966年4月1日       | 下丸子町、矢口町、調布鵜ノ木町の各一部                 |                                |
| 下丸子四丁目 | しもまるこ | 1966年4月1日     | 1966年4月1日       | 下丸子町、調布鵜ノ木町、調布嶺町2の各一部              |                                |
| 矢口一丁目   | やぐち     | 1966年4月1日     | 1966年4月1日       | 矢口町の一部                                           |                                |
| 矢口二丁目   | やぐち     | 1966年4月1日     | 1966年4月1日       | 矢口町、今泉町の各一部                                 |                                |
| 矢口三丁目   | やぐち     | 1966年4月1日     | 1966年4月1日       | 矢口町、今泉町、古市町の各一部                         |                                |

| 町名         | 町名の読み   | 町区域新設年月日 | 住居表示実施年月日 | 住居表示実施前の町名等               | 備考 |
| ------------ | ------------ | ---------------- | ------------------ | ------------------------------------ | ---- |
| 東矢口一丁目 | ひがしやぐち | 1967年9月1日     | 1967年9月1日       | 蓮沼町の全部と池上徳持町の一部       |      |
| 東矢口二丁目 | ひがしやぐち | 1967年9月1日     | 1967年9月1日       | 安方町、矢口町の各一部               |      |
| 東矢口三丁目 | ひがしやぐち | 1967年9月1日     | 1967年9月1日       | 小林町の全部                         |      |
| 多摩川一丁目 | たまがわ     | 1967年5月1日     | 1967年5月1日       | 今泉町の全部と安方町、矢口町の各一部 |      |
| 多摩川二丁目 | たまがわ     | 1967年5月1日     | 1967年5月1日       | 古市町、原町の各全部と古川町の一部   |      |
| 新蒲田一丁目 | しんかまた   | 1967年5月1日     | 1967年5月1日       | 御園3の全部と御園2の一部             |      |
| 新蒲田二丁目 | しんかまた   | 1967年5月1日     | 1967年5月1日       | 小林町、道塚町の各一部               |      |
| 新蒲田三丁目 | しんかまた   | 1967年5月1日     | 1967年5月1日       | 道塚町、古川町、西六郷1の各一部      |      |
| 西蒲田一丁目 | にしかまた   | 1967年5月1日     | 1967年5月1日       | 女塚1の一部                          |      |
| 西蒲田二丁目 | にしかまた   | 1967年5月1日     | 1967年5月1日       | 蓮沼1の全部                          |      |
| 西蒲田三丁目 | にしかまた   | 1967年5月1日     | 1967年5月1日       | 蓮沼2の全部と女塚2の一部             |      |
| 西蒲田四丁目 | にしかまた   | 1967年5月1日     | 1967年5月1日       | 女塚2、女塚3の各一部                 |      |
| 西蒲田五丁目 | にしかまた   | 1967年5月1日     | 1967年5月1日       | 女塚3、女塚4の一部                   |      |
| 西蒲田六丁目 | にしかまた   | 1967年5月1日     | 1967年5月1日       | 蓮沼3の全部と女塚3、女塚4の各一部    |      |
| 西蒲田七丁目 | にしかまた   | 1967年5月1日     | 1967年5月1日       | 御園1の全部と女塚4の一部             |      |
| 西蒲田八丁目 | にしかまた   | 1967年5月1日     | 1967年5月1日       | 御園2の一部                          |      |

| 町名           | 町名の読み       | 町区域新設年月日 | 住居表示実施年月日 | 住居表示実施前の町名等                                                         | 備考 |
| -------------- | ---------------- | ---------------- | ------------------ | ------------------------------------------------------------------------------ | ---- |
| 東蒲田一丁目   | ひがしかまた     | 1937年11月1日    | 1969年9月1日       | 東蒲田1の全部                                                                  |      |
| 東蒲田二丁目   | ひがしかまた     | 1937年11月1日    | 1969年9月1日       | 東蒲田2の全部と北糀谷町の一部                                                  |      |
| 南蒲田一丁目   | みなみかまた     | 1964年4月1日     | 1964年4月1日       | 東蒲田3の一部                                                                  |      |
| 南蒲田二丁目   | みなみかまた     | 1964年4月1日     | 1964年4月1日       | 東六郷1、東蒲田4の各一部                                                       |      |
| 南蒲田三丁目   | みなみかまた     | 1964年4月1日     | 1964年4月1日       | 萩中町、新宿町の各一部                                                         |      |
| 蒲田一丁目     | かまた           | 1965年9月1日     | 1965年9月1日       | 本蒲田1、本蒲田2、本蒲田3、大森5の各一部                                       |      |
| 蒲田二丁目     | かまた           | 1965年9月1日     | 1965年9月1日       | 本蒲田1、本蒲田2、仲蒲田1、仲蒲田2、東蒲田1、大森5の各一部                     |      |
| 蒲田三丁目     | かまた           | 1965年9月1日     | 1965年9月1日       | 本蒲田2、仲蒲田1、仲蒲田2、仲蒲田3、東蒲田1、東蒲田2、東蒲田3の各一部          |      |
| 蒲田四丁目     | かまた           | 1965年9月1日     | 1965年9月1日       | 本蒲田3、本蒲田4、仲蒲田2、仲蒲田3、仲蒲田4、東蒲田2、東蒲田3、東蒲田4の各一部 |      |
| 蒲田五丁目     | かまた           | 1965年9月1日     | 1965年9月1日       | 本蒲田3、本蒲田4の各一部                                                       |      |
| 蒲田本町一丁目 | かまたほんちょう | 1965年9月1日     | 1965年9月1日       | 本蒲田4、本蒲田5の各一部                                                       |      |
| 蒲田本町二丁目 | かまたほんちょう | 1965年9月1日     | 1965年9月1日       | 本蒲田4、本蒲田5、仲蒲田3、仲蒲田4、東蒲田4の各一部                            |      |